# Otto Friedrich Fürst zu Ysenburg und Büdingen
Otto Friedrich Viktor Ferdinand Maximilian Gustav Richard Bogislav Fürst zu Ysenburg und Büdingen (* 16. September 1904 in Halberstadt; † 25. September 1990 auf Schloss Büdingen in Büdingen) war ein deutscher Unternehmer. Er war von 1941 bis 1990 Chef des Hauses Ysenburg-Büdingen.

## Leben

### Herkunft und Familie
Otto Friedrich Fürst zu Ysenburg und Büdingen entstammte dem Hochadelsgeschlecht Ysenburg, das seinen Stammsitz in Isenburg im Westerwald hatte. Er kam aus der Wächtersbacher Linie und war ein Sohn des preußischen Rittmeisters Carl Gustav Fürst zu Ysenburg und Büdingen (1880–1927) und dessen Ehefrau Margarethe Gräfin von Dönhoff (1876–1954). Zu seinen Vorfahren gehörte der Erzbischof und Kurfürst Diether von Isenburg, der 1477 die Universität Mainz gründete.

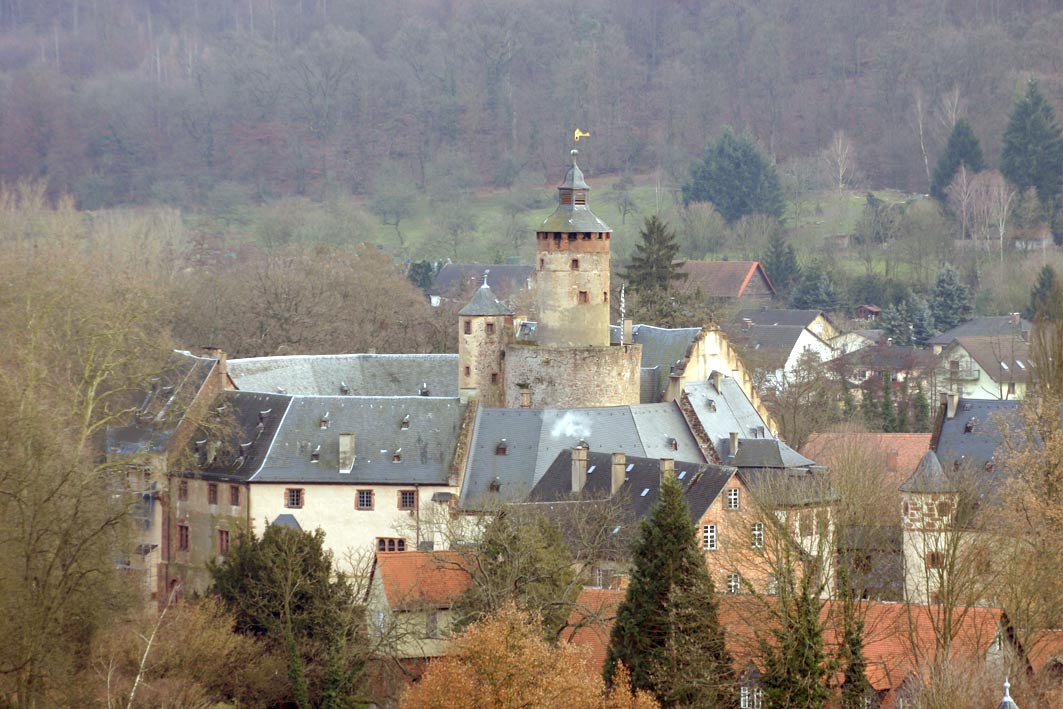
Schloss Büdingen, bis 1990 im Besitz von Otto Friedrich zu Ysenburg und Büdingen

Otto Friedrich besuchte ein Gymnasium und studierten an in- und ausländischen Universitäten. Unter Anleitung seines Großvaters wurde er in den eigenen Betrieben eingearbeitet und wurde nach dessen Tod 1933 Eigentümer des Ysenburg-Büdinger Besitzes. Er war evangelisch und am 3. September 1935 wurden er und Felicitas Anna Eleonore Prinzessin Reuß zu Köstritz (1914–1989) in Stonsdorf durch Martin Niemöller getraut.
Das Paar hatte fünf Kinder, darunter Wolfgang (* 1936), Alexandra (1937–2015, ∞ Welf Heinrich von Hannover (1923–1998)) und Ferdinand Heinrich (1940–1989).
Seine Ehefrau Felicitas war die Schwester von Heinrich I. (Harry) Prinz Reuß (1910–1982), somit die Schwägerin von Woizlawa-Feodora Prinzessin Reuß (1918–2019), bzw. mithin die Tante von Heinrich XIII. Prinz Reuß (* 1951 in Büdingen). Otto Friedrich zu Ysenburg und Büdingen bestimmte seinen Schwager Heinrich I. Prinz Reuß zu seinem Generalbevollmächtigten.

### Wirken
Otto Friedrich folgte seinem Großvater Friedrich Wilhelm zu Ysenburg und Büdingen, der am 20. April 1933 in Büdingen gestorben war. Am 17. September 1936 wurde er von seinem Onkel Carl Gustav Fürst zu Ysenburg und Büdingen (1875–1941) adoptiert. Dieser war der letzte Büdinger Fürst und mit seinem Tod erlosch der Büdinger Zweig der Familie.
Otto Friedrich als einziger männliche Nachkomme in den drei Familienlinien Wächtersbach, Meerholz und Büdingen vereinte bei seinem Erbantritt 1941 den gesamten Familienbesitz und den Forst.
Der 10.000 Hektar große Ysenburger Fürstenwald war der zweitgrößte zusammenhängende Forst in Hessen.
Das Erbe bildete die finanzielle Grundlage für die Errichtung einer Möbelfabrik (Fürst-Ysenburg-Möbel GmbH) sowie eines Sägewerks. Die 1578 gegründete Fürstenbrauerei Wächtersbach (Fürstliche Brauerei Schloß Wächtersbach, 1999 übernommen von Würzburger Hofbräu) war ebenso in seinem Besitz wie die seit 1840 florierende Wächtersbacher Keramik.
Er war Leiter der Fürst zu Ysenburgischen Zentralverwaltung (Rentkammer) der Wächtersbacher Keramik. Daneben führte er noch weitere Beteiligungsfirmen (Nukleartechnik GmbH und Partner , Wächtersbacher Datenservice GmbH & Co. KG.) und war Patron der Historischen Kommission für Hessen und Waldeck. Otto Friedrich Fürst zu Ysenburg und Büdingen lebte im oberhessischen Büdingen.
Die Bibliothek des Schlosses Büdingen verdankt ihr heutiges Erscheinungsbild seiner stetigen Unterstützung und Förderung.
Nach seinem Tod übernahm sein Sohn Wolfgang-Ernst die von ihm geschaffenen umfangreichen Wirtschaftsunternehmen.

## Auszeichnungen
- Ehrenplaketten des Hessischen Ministeriums für Landwirtschaft und Umwelt für besondere Verdienste um die hessische Forstwirtschaft:
  - 1964 in Silber
  - 1974 in Gold
- 17. September 1974 Ehrenbürgerschaft von Wächtersbach
- Ehrenmitgliedschaft des Heimat- und Geschichtsvereins Wächtersbach e. V.
- 1982: Bundesverdienstkreuz Erster Klasse